# 미다스

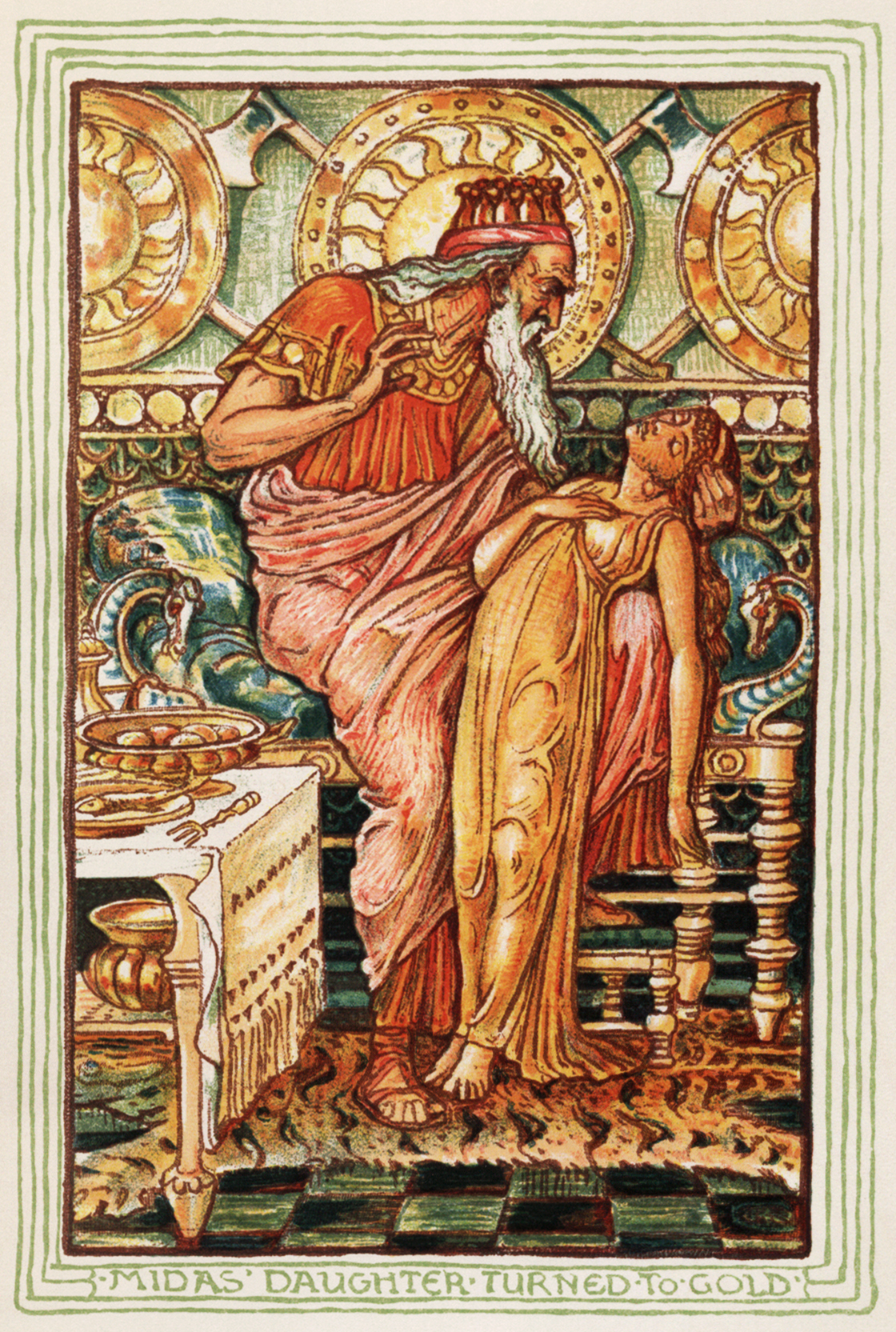
미다스 왕이 자신의 딸을 만졌을때, 딸이 금으로 변했다.

미다스(그리스어: Μιδας, 영어: Midas)는 만지는 모든 것이 황금으로 변하는 것으로 널리 알려져 있는, 그리스 신화에 나오는  프리기아의 왕이다.
역사적으로 미다스는 기원전 8세기 무렵 소아시아 지역 프리기아 나라의 국왕이자 선대 왕인 고르디아스 왕의 아들이다.

## 신화
그리스 신화에 따르면, 매우 탐욕스러웠던 미다스 왕은 엄청난 재산을 가지고 있었음에도 더 많은 부귀를 원했다. 어느날 디오니소스의 개인 교사인 반인반수의 실레노스가 샘물에 타놓은 포도주를 마시고 취해 미다스 왕에게 잡히고 사람은 태어나지 않는 것이 최선이고 태어났으면 빨리 죽는 것이 차선이라는 등 철학적 대화를 나누었다. 이에 왕은 실레노스를 풀어주고 디오니소스가 보답으로 소원을 들어 주겠다고 하자 그는 술(酒)의 신 디오니소스에게 손에 닿는 모든 것을 황금으로 변하게 해달라고 간청했다. 디오니소스는 좋은 소원이 아닌것 같다고 다시 한번 기회를 주었지만 미다스는 이를 무시하고 소원을 빌어 황금손을 얻었다. 그리고 미다스는 정원수, 조각물, 가구 할 것 없이 닥치는 대로 황금으로 만들었다.
그러나 예기치 않은 문제가 발생했다. 음식을 먹으려고 음식을 만지니 음식이 황금으로 변하여 음식을 먹을수 없었다. 그때 미다스는 자신을 향해 달려오는 딸을 안았다가 기겁을 했다. 사랑하는 딸이 금 조각상이 되었기 때문이다. 미다스는 디오니소스에게 다시 원래대로 되돌려달라고 간청했으며, 다오니소스의 선심으로 미다스는 스틱스 강물에 목욕함으로써 원래의 미다스로 회귀할 수 있었다. 금 조각상으로 변한 딸도 강물에 담갔다고도 한다. 그래서 딸이 다시 인간으로 돌아왔다는 것이다.  그러나 그 후에는 음악의 신 아폴로의 리라 연주와 목신 판의 피리 연주 대결에서 판을 편드는 어리석음을 저질러 아폴로의 응징을 받아 두 귀가 나귀 귀로 변해버렸다.
오늘날 미다스는 '탐욕, 과욕'을, 미다스의 손(Midas touch)은 '돈 버는 재주'라는 뜻을 지닌다.

## 같이 보기
- 현자의 돌